# 하르키우 대학교
하르키우 대학교 또는 카라진 대학교(우크라이나어: Каразінський університет), 공식 명칭 V. N. 카라진 하르키우 국립 대학교(우크라이나어: Харківський національний університет імені В. Н. Каразіна)는 우크라이나의 주요 대학 중 하나이며 러시아 제국과 소련의 초기 대학이다. 이 대학은 바실리 카라진의 노력으로 1804년에 설립되었으며, 현재 우크라이나에서 두 번째로 오래된 대학이 되었다.

## 역사

### 러시아 제국
1805년 1월 29일, 하르키우에 있는 제국 대학교의 개교에 관한 법령이 발효되었다. 이 대학은 러시아 제국 남부에서 두 번째 대학이 되었다. 그것은 바실리 카라진을 선두로 한 지역 사회의 주도로 설립되었으며, 그의 아이디어는 귀족과 지방 당국의 지지를 받았다. 하와린 포토키 백작은 대학의 첫 감독관으로 임명되었고, 첫 총장은 언어학자이자 철학자인 이반 리시스키였다.
1839년에, 1851년에 독립된 연구소가 된 수의학교가 그 대학에 설립되었다. 이 시기에, 그 캠퍼스는 실험실, 병원, 천문대, 식물원, 그리고 도서관을 포함했다.
이전에, 그 대학은 자율적이었고, 총장들이 선출되었다. 하지만, 1820년부터 1850년까지, 모든 활동은 엄격하게 통제되었다. 학장들은 교육부 장관에 의해 임명되었고, 과학 출판물과 학술 과정은 검열되었다.

### 소련
1917년부터 1920년까지, 우크라이나 국가의 옹호자들과 러시아의 방침 사이에 투쟁이 있었다. 새로운 정치 현실에 반대하는 일부 교수들이 떠났다. 대부분의 우크라이나 교수들은 하르키우에 남았다. 그들은 이론 지식 아카데미 (1920년~1921년), 하르키우 공교육 연구소 (1921년~1930년), 하르키우 경제 연구소, 물리학 및 화학 연구소, 법학 연구소에서 계속 일했다. 하르키우 국립 대학교는 물리학과 수학, 화학과, 생물학과, 지리학과, 문학과 언어학과, 경제학과 등 7개의 학교로 구성되어 있으며 1932년부터 1933년까지 복원되었다.
1921년, 하르키우 의학 연구소는 하르키우 대학교의 의과대학을 기반으로 설립되었다.

### 우크라이나
1999년 10월 11일, 우크라이나의 대통령 레오니드 쿠치마는 하르키우 주립 대학교가 자격 있는 전문가들을 훈련시키고 과학의 발전에 기여한 것을 고려하여 국립 대학교의 지위를 부여하고 설립자인 바실리 카라진의 이름을 따서 이름을 지었다.

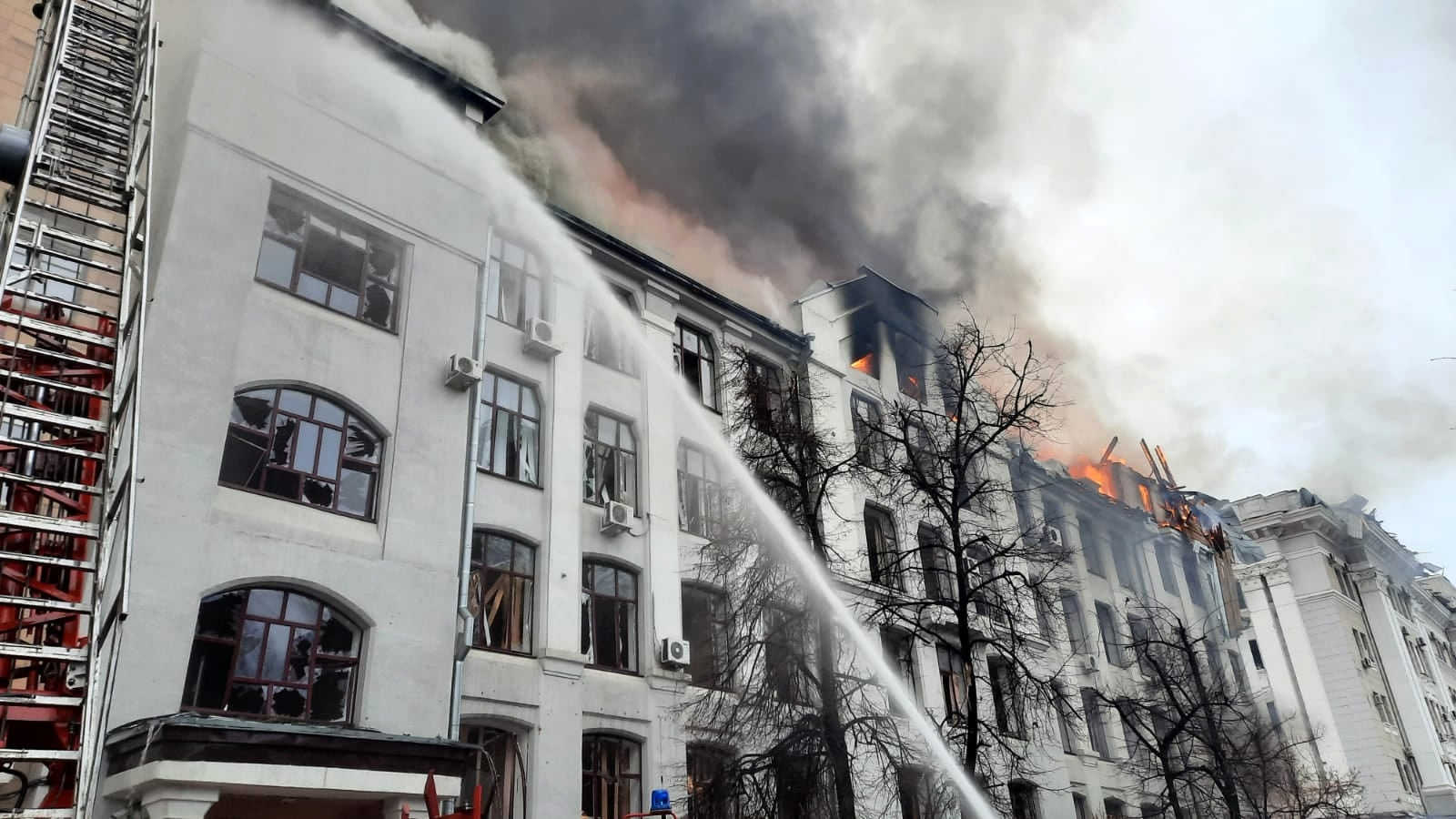
2022년 3월 2일 러시아 미사일 공격 이후 경제학부 건물

2004년에는 스보체 광장 맞은편에 쌍둥이 빌딩(옛 고보로프 아카데미)이 세워졌다.
2022년, 러시아의 우크라이나 침공으로 대학교는 심각한 피해를 입었다. 3월 2일, 러시아의 포격은 경제학부 건물을 강타했고 그 후 러시아의 포격에 의해 파괴되었다. 3월 5일, 대학 체육관이 부분적으로 파괴되었다. 3월 11일에는 물리공학부 건물이 부분적으로 파괴되었고, 3월 18일에는 행정대학이 부분적으로 파괴되었다. 3월 22일 현재, 그 대학의 언론 서비스에 따르면, 그 대학에는 온전한 건물이 남아 있지 않다고 한다.

## 동문 및 교수들

### 노벨상수상자들
- 엘리 메치니코프
- 레프 란다우
- 사이먼 쿠즈네츠[4][5][6][7][8][9]